# Hyles shugnana
Hyles shugnana är en fjärilsart som beskrevs av Leo Andrejewitsch Sheljuzhko 1933. Hyles shugnana ingår i släktet Hyles och familjen svärmare. Inga underarter finns listade i Catalogue of Life.